# Cirilo I de Antioquia
Cirilo I de Antioquia (em latim: Cyrillus) foi bispo de Antioquia entre 277 e 299 ou entre 283 e 303 d.C., sucessor de Timeu de Antioquia.

## Vida e obras
Cirilo assumiu a liderança da igreja de Antioquia em 277. Logo em seguida, o imperador romano Diocleciano iniciou uma reforma no Império Romano, o que incluía um retorno às tradições religiosas pagãs e uma perseguição do cristianismo. Esta perseguição foi uma das piores do mundo antigo e também atingiu a comunidade de Antioquia. Contudo, aparentemente Cirilo teve uma morte tranquila, possivelmente antes do início da perseguição. 